# ジョー・マウアー
ジョゼフ・パトリック・マウアー（Joseph Patrick Mauer , 1983年4月19日 - ）は、アメリカ合衆国ミネソタ州セントポール出身の元プロ野球選手（捕手、一塁手）。右投左打。
ドラフトから引退までミネソタ・ツインズに15年間、下部組織を含めると18年間所属し、更に出身もミネソタ州セントポールで、尚且つ出身高校もセントポール市内とミネアポリス・セントポール都市圏という意味で捉えると最も狭い意味でのフランチャイズ・プレイヤーである。
現役時代に身につけた背番号「7」はツインズの永久欠番に指定された。

## 経歴

### プロ入り前
マウアーはメトロドームから車で約15分のセントポールで生まれ育った。元マイナーリーガーの祖父に左打ちを教わり、兄2人と共に幼少期から野球を始める。祖父と父親が作った特製の打撃練習器具で卓越したバットコントロールを築きあげた。殿堂入りの大打者ポール・モリターを輩出した地元のクレティン・ダーラム高校に進学。
高校時代はアメリカンフットボールのクォーターバック（QB）としても活躍し、チャンピオンシップには2度出場、うち2000年には優勝を遂げている。2000年にはUSAトゥデイ紙が選ぶ年間最優秀オフェンス選手に選出されたほか、ESPNのオールアメリカンにも選出されている。バスケットボールではミネソタ州選抜に2年連続で選ばれ、野球では1999年にAAA世界野球選手権大会に出場しアメリカの優勝に貢献し、2001年にはアメフトに続いて野球でもUSAトゥデイ紙が選ぶ年間最優秀選手に選出されるなど、卓越した運動神経を持つ。
高校時代に喫した三振は1つのみであり、このことは新聞にも掲載された。この三振はミネソタ州高校野球トーナメントの対エルク・リバー高校戦で、1-1の同点で迎えた6回・満塁でポール・ファイナー投手のカーブを空振りしたものである。マウアーはファウルだと思っていたが、主審のコールは空振りだったという。この話を聞いたマリナーズのイチロー（高校3年時の三振数が3）は「嘘でしょう？試合数が少ないからじゃない？」と驚嘆の声を上げた。高校時代の通算打率は.605。また、マウアーは打者として7試合連続本塁打のアメリカ高校タイ記録を持ち、投手として90mph前半（約145km/h～150km/h）の速球を投げ、24イニングで38奪三振の成績を残した。

### プロ入りとツインズ時代
2001年2月にアメリカンフットボールの奨学生としてフロリダ州立大学に進学することが決まった。しかし、MLBドラフトで全体1位指名権を持っていたミネソタ・ツインズは、当初指名予定だったマーク・プライアーが契約金を含め総額1,000万ドルを超える高額な契約を要求したこともあって指名の予定を変更し、全体1位でマウアーを指名。515万ドルの契約金を受けたマウアーは、フロリダ州立大への進学を断り、ツインズへの入団を決意した。

#### マイナー時代
マイナーリーグでの成長が著しく、ベースボール・アメリカの有望株ランキングでは2002年から3年連続でツインズ傘下最高と評価され、2004年版の有望株ランキングではメジャー全30球団最高の評価を受けた。
2003年にはベースボール・アメリカ・マイナーリーグ年間最優秀選手賞に選出されるなど既にメジャークラスでも遜色ないレベルに達していたため、ツインズのフロントは当時正捕手を務めていたA.J.ピアジンスキーをサンフランシスコ・ジャイアンツの3選手（ジョー・ネイサン、フランシスコ・リリアーノ、ブーフ・ボンサー）とトレードし、正捕手のポストを空けた。

#### メジャー昇格とその後
2004年、開幕戦の4月5日にメジャーデビューし2安打2打点だったが、2日後の4月7日に左ひざを故障。6月2日の復帰後も7月15日に再び離脱した。最終的に打率.308、35試合の出場。チームはプレーオフに進出し、ニューヨーク・ヤンキースとアメリカンリーグディビジョンシリーズ(ALDS)を対決したが、マウアーは出場しなかった。
2005年は正捕手となり131試合に出場、144安打・打率.294。2006年は6月6日から6月10日にかけて1997年のマイク・ピアッツァ以来となる5試合連続4出塁以上を達成。6月の月間打率.458を記録し、初のプレイヤー・オブ・ザ・マンスを受賞した。しかし、オールスターゲームの投票では当初、票が入らず、球団はマウアーを売り出すため、自分のもみあげをはがし子供にプレゼントするという球団CM作成。最終的に2位に入り、監督推薦で出場した。8月7日にはスポーツ・イラストレイテッド誌の表紙に初登場した。シーズン終盤はデレク・ジーター、ロビンソン・カノとの三つ巴の首位打者争いを制し、打率.347でアメリカンリーグの捕手としては史上初の首位打者を獲得し、チームの地区優勝に貢献した。
2007年はシーズン開幕前の2月11日に年俸調停権を得たマウアーに対して、球団が4年総額3,300万ドルで契約延長。2010年の新球場の完成まで在籍することになった。シーズンでは4月下旬には打率4割を超えていたが、腿を痛めて5月5日から故障者リスト入り。1か月後に復帰したが周囲からは「故障に弱い」「フルシーズンを戦う力がない」と批判された。最終的に守備では盗塁阻止率が.475（リーグ1位）。
2008年は、シーズン終盤までボストン・レッドソックスのダスティン・ペドロイアと首位打者を争い、シーズン最終戦終了時点でア・リーグ唯一の打率.330台、シカゴ・ホワイトソックスとのワンゲームプレイオフで3打数ノーヒットとなり、最終的に.328で自身2度目の首位打者のタイトルを獲得した。オフにはMVP投票で4位に入った。また自身初のゴールドグラブ賞を受賞した。
2009年オフには、「ベッドから起き上がれないほど痛かったこともあった」という腎臓を手術。それに加えて、スプリングトレーニング中に生じた背中の痛みの影響で開幕に間に合わず、戦列に加わったのは5月1日になってからであった。しかし、シーズン初打席で本塁打を打ち、月間打率.414、11本塁打、32打点でア・リーグのプレイヤー・オブ・ザ・マンスを受賞した。7月9日に規定打席に到達、それまで打率1位だったイチローを抜いて首位打者となる。前半戦をリーグトップの打率.373で折り返し、全国紙USAトゥデイはマウアーとイチローのハイレベルな首位打者争いを特集記事で伝えた。オールスターゲームにもファン投票で選出され、ア・リーグの「3番・捕手」で先発出場を果たす。また、オールスター前日に行われる恒例のホームランダービーにも初出場した。高校時代のコーチを打撃投手に迎え、1次ラウンドでアルバート・プホルスらと並ぶ5本の本塁打を放ったが、タイブレークの結果2次ラウンドには進めなかった。マウアーと同じくホームランダービーへの出場要請を受けながらも辞退したイチローは、マウアーを「あんまり出たくないと思うんだよね、正直な話。やっぱり相当人間ができている」と称賛した。7月19日には6打数無安打で打率を下げ、一時イチローが首位打者となったが、2日後に再逆転。その後は打撃不振に陥ることもなく、首位打者の座を維持し続けて、最終的に打率.365で2年連続3度目の首位打者のタイトルを獲得。2年連続での首位打者は、1999年、2000年のノマー・ガルシアパーラ以来となった。また、投票権を持つ記者のうち共同通信の小西慶三を除く全記者からMVP1位票を獲得し、初のリーグMVPに輝いた。
2010年限りでツインズとの契約が切れるため去就が注目されていたが、3月21日にツインズと2018年までの8年総額1億8400万ドルで契約を延長した。総額ではアレックス・ロドリゲス（2008年の10年総額2億7500万ドル、2001年の10年総額2億5200万ドル）、デレク・ジーター（10年総額1億8900万ドル）に次ぐ当時史上4位の大型契約だった。なお、年平均2300万ドルはCC・サバシアと並んで当時歴代3位タイである。また、捕手としてマイク・ピアッツァが1999年にメッツと結んだ7年総額9100万ドルを大きく上回る最大の契約となり、このためにギネス世界記録に認定された。また、「MLB 10: The Show」の表紙を務めた。シーズンでは最終的にリーグ3位となる打率.327、本塁打9本を記録した。
2011年はシーズン開幕前に「MLB 11: The Show」の表紙を務め、2年連続でMLB: The Showの表紙を務めた。
2013年はシーズン開幕前の2月27日に第3回ワールド・ベースボール・クラシック(WBC)のアメリカ合衆国代表に選出された。
2014年は身体的消耗への考慮から一塁手に完全コンバートされ、120試合に出場。
2015年は、自己最多の158試合に出場し打率.265、112三振。
2016年は134試合に出場し打率.261・11本塁打・49打点・2盗塁。
2017年は141試合に出場し自身4年ぶりとなる8度目の打率3割を達成し、打率.305、160安打、36二塁打、7本塁打、71打点。
2018年4月12日のシカゴ・ホワイトソックス戦で通算2000安打を達成。同年で契約が切れることから去就が注目されていた。10月1日の試合には「1番・一塁手」で出場し4打数1安打で有終の美を飾った。また9回には5年ぶりに捕手としてマスクを被り大喝采を浴びた。オフの11月9日に正式に現役引退を表明した。

### 引退後

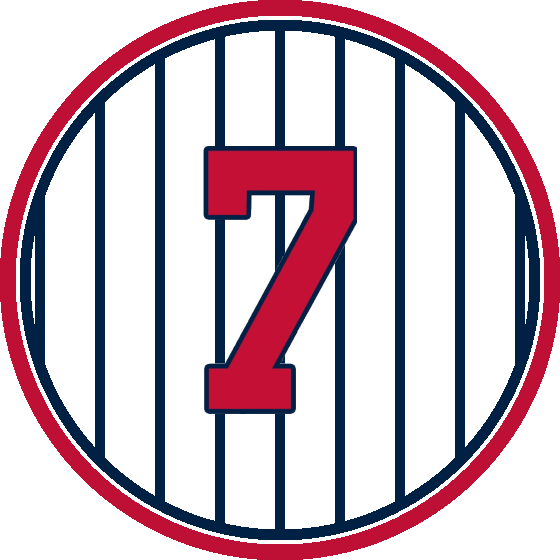
マウアーの背番号「7」。
ミネソタ・ツインズの永久欠番に2019年指定。

2018年12月にツインズはマウアーの功績を称え背番号「7」を永久欠番に指定することを発表した。
2019年6月15日に欠番表彰式が行われた。
2024年1月24日、得票率76.1%で資格取得1年目にしてアメリカ野球殿堂入りを果たした。1980年以降に生まれた選手としては初の殿堂入りである。。

## 選手としての特徴

### 打撃

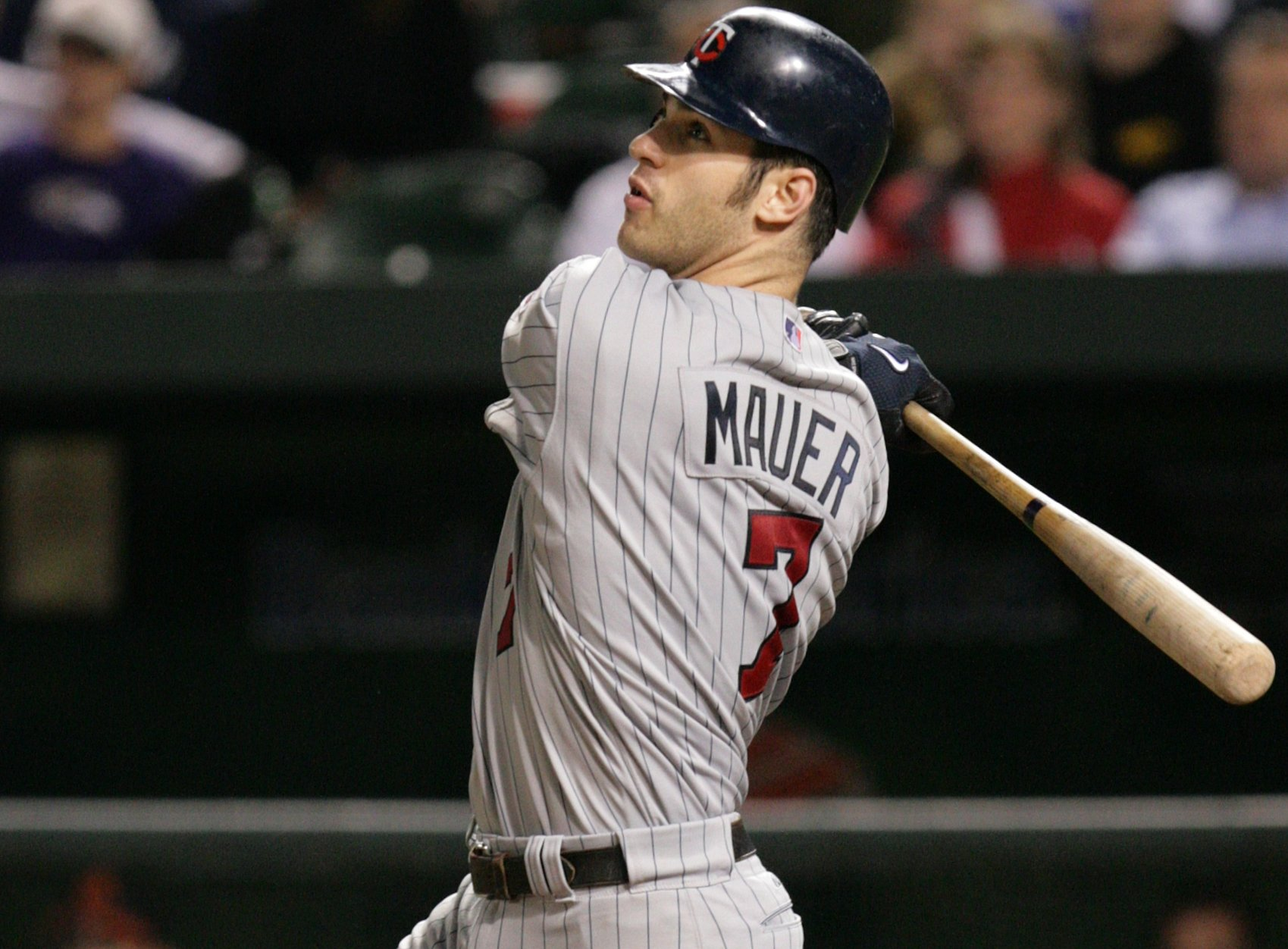
バットを振るマウアー
(2006年)

地元出身のスター選手であり、ミネソタでは絶大な人気を誇っていた。元チームメイトのジャスティン・モルノーとのコンビは「M&M砲」と呼ばれていた。バットコントロールに優れ、三振数は少ない。2008年までは長打力のなさを指摘されることが多かったが、2009年は長打力が飛躍的に向上し、長距離砲としても活躍している。突然の本塁打増加については、マウアー本人にも理由がよくわからないというが、モルノーは「あれだけの打者なんだから、これまで二塁打だった打球がフェンスを超えるようになっただけさ」と語っている。

### 守備
捕球・送球・ブロック・インサイドワークのいずれも秀でているが、背の高さが仇となってワンバウンドの捕球はさほど上手くない。盗塁阻止に関しては、数こそ少ないものの、阻止率は高い。
マウアーは、捕手を「野球でのクォーターバックのようなもの」だと考えており、捕手のポジションに強い拘りを持っている。一方で毎年故障がちで欠場が多く、休養のためにDHで出場することも多かった。2011年からは一塁手としても起用されていた。また8月19日のヤンキース戦では右翼手としてスタメン出場した。
2014年には、正式に捕手から一塁手にコンバートされた。これは、2013年に受けたファウルチップで発症した脳震盪の再発を防ぎ、高い打撃力を発揮する為である。

### 評価
レギュラーに定着して6年間で3度首位打者を獲得していることや、守備力もあることから「史上最高の捕手」との呼び声が高い。ツインズのロン・ガーデンハイアー監督は、マウアーの凄いところについて、「10代からスターだったのに、そういうそぶりが全くないところだ」と評している。さらに、「地元出身で期待もプレッシャーも高いのに、最初から動じることもなく、プレーに集中している。試合に臨む姿勢、練習態度、研究熱心さ、どれをとっても素晴らしい。どこまで進化していくのか。本当に楽しみな選手だ」と語っている。

## 特筆
アメリカンフットボール
少年時代はツインズよりも、NFLのミネソタ・バイキングスの方が好きだったという。マウアーは「今でもそうだよ(笑)」と冗談交じりに語っている。高校時代には全米有数のクォーターバック（QB）としても活躍。2年目のシーズンから先発QBの座を確保すると、2年間で5,528ヤードのパスを通し、71TDを記録している。USAトゥデイの年間最優秀オフェンス選手に選ばれた2000年には、パスで3,022ヤード獲得、41TD、3INT、パス成功率83.7%（241/288）という素晴らしい成績を残している。複数のスポーツでUSAトゥデイ紙の年間最優秀選手に選ばれた選手はマウアーが史上初であった。その後、マウアーには各大学から奨学金のオファーが殺到し、いったんはカレッジフットボールの強豪フロリダ州立大学への進学が内定していた。
もしマウアーが野球ではなくフットボールを選んでいた場合、どうなっていたかと想像を巡らせる人は多い。フットボールを選んでいても、NFL入りしていた可能性は高いとされる。マウアー本人も、フットボールの道に進み、NFL選手として活躍している自分の姿を想像することがあるという。
高校時代はジョー・モンタナを意識してプレーしていた。もし今フットボールをプレーするなら、トム・ブレイディ（当時ニューイングランド・ペイトリオッツ）のようなQBになりたいと語っている。

## 詳細情報

### 年度別打撃成績
| 年 度     | 球 団     | 試 合 | 打 席 | 打 数 | 得 点 | 安 打 | 二 塁 打 | 三 塁 打 | 本 塁 打 | 塁 打 | 打 点 | 盗 塁 | 盗 塁 死 | 犠 打 | 犠 飛 | 四 球 | 敬 遠 | 死 球 | 三 振 | 併 殺 打 | 打 率 | 出 塁 率 | 長 打 率 | O P S |
| --------- | --------- | ----- | ----- | ----- | ----- | ----- | -------- | -------- | -------- | ----- | ----- | ----- | -------- | ----- | ----- | ----- | ----- | ----- | ----- | -------- | ----- | -------- | -------- | ----- |
| 2004      | MIN       | 35    | 122   | 107   | 18    | 33    | 8        | 1        | 6        | 61    | 17    | 1     | 0        | 0     | 3     | 11    | 0     | 1     | 14    | 1        | .308  | .369     | .570     | .939  |
| 2005      | MIN       | 131   | 554   | 489   | 61    | 144   | 26       | 2        | 9        | 201   | 55    | 13    | 1        | 0     | 3     | 61    | 12    | 1     | 64    | 9        | .294  | .372     | .411     | .783  |
| 2006      | MIN       | 140   | 608   | 521   | 86    | 181   | 36       | 4        | 13       | 264   | 84    | 8     | 3        | 0     | 7     | 79    | 21    | 1     | 54    | 24       | .347  | .429     | .507     | .936  |
| 2007      | MIN       | 109   | 471   | 406   | 62    | 119   | 27       | 3        | 7        | 173   | 60    | 7     | 1        | 2     | 3     | 57    | 10    | 3     | 51    | 11       | .293  | .382     | .426     | .808  |
| 2008      | MIN       | 146   | 633   | 536   | 98    | 176   | 31       | 4        | 9        | 242   | 85    | 1     | 1        | 1     | 11    | 84    | 8     | 1     | 50    | 21       | .328  | .413     | .451     | .864  |
| 2009      | MIN       | 138   | 606   | 523   | 94    | 191   | 30       | 1        | 28       | 307   | 96    | 4     | 1        | 0     | 5     | 76    | 14    | 2     | 63    | 13       | .365  | .444     | .587     | 1.031 |
| 2010      | MIN       | 137   | 584   | 510   | 88    | 167   | 43       | 1        | 9        | 239   | 75    | 1     | 4        | 0     | 6     | 65    | 14    | 3     | 53    | 19       | .327  | .402     | .469     | .871  |
| 2011      | MIN       | 82    | 333   | 296   | 38    | 85    | 15       | 0        | 3        | 109   | 30    | 0     | 0        | 0     | 2     | 32    | 7     | 3     | 38    | 9        | .287  | .360     | .368     | .729  |
| 2012      | MIN       | 147   | 641   | 545   | 81    | 174   | 31       | 4        | 10       | 243   | 85    | 8     | 4        | 1     | 3     | 90    | 10    | 2     | 88    | 23       | .319  | .416     | .446     | .861  |
| 2013      | MIN       | 113   | 508   | 445   | 62    | 144   | 35       | 0        | 11       | 212   | 47    | 0     | 1        | 0     | 2     | 61    | 7     | 0     | 89    | 7        | .324  | .404     | .476     | .880  |
| 2014      | MIN       | 120   | 518   | 455   | 60    | 126   | 27       | 2        | 4        | 169   | 55    | 3     | 0        | 0     | 2     | 60    | 12    | 1     | 96    | 12       | .277  | .361     | .371     | .732  |
| 2015      | MIN       | 158   | 666   | 592   | 69    | 157   | 34       | 2        | 10       | 225   | 66    | 2     | 1        | 1     | 5     | 67    | 12    | 1     | 112   | 22       | .265  | .338     | .380     | .718  |
| 2016      | MIN       | 134   | 576   | 494   | 68    | 129   | 22       | 4        | 11       | 192   | 49    | 2     | 0        | 0     | 2     | 79    | 10    | 1     | 93    | 11       | .261  | .363     | .389     | .752  |
| 2017      | MIN       | 141   | 597   | 525   | 69    | 160   | 36       | 1        | 7        | 219   | 71    | 2     | 1        | 0     | 3     | 66    | 3     | 3     | 83    | 17       | .305  | .384     | .417     | .801  |
| 2018      | MIN       | 127   | 543   | 486   | 64    | 137   | 27       | 1        | 6        | 184   | 48    | 0     | 1        | 1     | 3     | 51    | 5     | 2     | 86    | 9        | .282  | .351     | .379     | .729  |
| MLB：15年 | MLB：15年 | 1858  | 7960  | 6930  | 1018  | 2123  | 428      | 30       | 143      | 3040  | 923   | 52    | 19       | 6     | 60    | 939   | 145   | 25    | 1034  | 208      | .306  | .388     | .439     | .827  |

- 各年度の太字はリーグ最高

### WBCでの打撃成績
| 年 度 | 代 表          | 試 合 | 打 席 | 打 数 | 得 点 | 安 打 | 二 塁 打 | 三 塁 打 | 本 塁 打 | 塁 打 | 打 点 | 盗 塁 | 盗 塁 死 | 犠 飛 | 四 球 | 敬 遠 | 死 球 | 三 振 | 併 殺 打 | 打 率 | 出 塁 率 | 長 打 率 |
| ----- | -------------- | ----- | ----- | ----- | ----- | ----- | -------- | -------- | -------- | ----- | ----- | ----- | -------- | ----- | ----- | ----- | ----- | ----- | -------- | ----- | -------- | -------- |
| 2013  | アメリカ合衆国 | 6     | 26    | 21    | 4     | 9     | 2        | 1        | 0        | 13    | 2     | 0     | 0        | 0     | 5     | 0     | 0     | 4     | 0        | .429  | .538     | .619     |

### 年度別守備成績
| 年 度 | 球 団 | 捕手  | 捕手  | 捕手  | 捕手  | 捕手  | 捕手     | 捕手  | 捕手     | 捕手     | 捕手     | 一塁（1B） | 一塁（1B） | 一塁（1B） | 一塁（1B） | 一塁（1B） | 一塁（1B） | 右翼（RF） | 右翼（RF） | 右翼（RF） | 右翼（RF） | 右翼（RF） | 右翼（RF） |
| 年 度 | 球 団 | 試 合 | 刺 殺 | 補 殺 | 失 策 | 併 殺 | 守 備 率 | 捕 逸 | 許 盗 塁 | 盗 塁 刺 | 阻 止 率 | 試 合      | 刺 殺      | 補 殺      | 失 策      | 併 殺      | 守 備 率   | 試 合      | 刺 殺      | 補 殺      | 失 策      | 併 殺      | 守 備 率   |
| ----- | ----- | ----- | ----- | ----- | ----- | ----- | -------- | ----- | -------- | -------- | -------- | ---------- | ---------- | ---------- | ---------- | ---------- | ---------- | ---------- | ---------- | ---------- | ---------- | ---------- | ---------- |
| 2004  | MIN   | 32    | 212   | 10    | 2     | 0     | .991     | 0     | 11       | 7        | .389     | -          | -          | -          | -          | -          | -          | -          | -          | -          | -          | -          | -          |
| 2005  | MIN   | 116   | 693   | 44    | 5     | 6     | .993     | 6     | 31       | 23       | .426     | -          | -          | -          | -          | -          | -          | -          | -          | -          | -          | -          | -          |
| 2006  | MIN   | 120   | 866   | 44    | 4     | 7     | .996     | 5     | 36       | 22       | .379     | -          | -          | -          | -          | -          | -          | -          | -          | -          | -          | -          | -          |
| 2007  | MIN   | 91    | 598   | 35    | 1     | 5     | .998     | 4     | 21       | 24       | .533     | -          | -          | -          | -          | -          | -          | -          | -          | -          | -          | -          | -          |
| 2008  | MIN   | 139   | 831   | 52    | 3     | 1     | .997     | 4     | 51       | 29       | .363     | -          | -          | -          | -          | -          | -          | -          | -          | -          | -          | -          | -          |
| 2009  | MIN   | 109   | 724   | 31    | 3     | 3     | .996     | 9     | 54       | 19       | .260     | -          | -          | -          | -          | -          | -          | -          | -          | -          | -          | -          | -          |
| 2010  | MIN   | 112   | 696   | 34    | 3     | 3     | .996     | 4     | 53       | 19       | .264     | -          | -          | -          | -          | -          | -          | -          | -          | -          | -          | -          | -          |
| 2011  | MIN   | 52    | 291   | 18    | 4     | 2     | .987     | 4     | 28       | 12       | .300     | 18         | 158        | 11         | 1          | 15         | .984       | 1          | 3          | 0          | 0          | 0          | 1.000      |
| 2012  | MIN   | 74    | 425   | 25    | 3     | 5     | .993     | 1     | 56       | 9        | .138     | 30         | 265        | 17         | 2          | 22         | .993       | -          | -          | -          | -          | -          | -          |
| 2013  | MIN   | 75    | 495   | 30    | 2     | 7     | .996     | 3     | 23       | 17       | .425     | 8          | 78         | 3          | 1          | 9          | .988       | -          | -          | -          | -          | -          | -          |
| 2014  | MIN   | -     | -     | -     | -     | -     | -        | -     | -        | -        | -        | 100        | 830        | 82         | 3          | 85         | .997       | -          | -          | -          | -          | -          | -          |
| 2015  | MIN   | -     | -     | -     | -     | -     | -        | -     | -        | -        | -        | 137        | 1151       | 86         | 5          | 113        | .996       | -          | -          | -          | -          | -          | -          |
| 2016  | MIN   | -     | -     | -     | -     | -     | -        | -     | -        | -        | -        | 95         | 811        | 53         | 2          | 91         | .998       | -          | -          | -          | -          | -          | -          |
| 2017  | MIN   | -     | -     | -     | -     | -     | -        | -     | -        | -        | -        | 125        | 947        | 63         | 2          | 90         | .998       | -          | -          | -          | -          | -          | -          |
| 2018  | MIN   | 1     | 0     | 0     | 0     | 0     | .---     | 0     | 0        | 0        | .---     | 90         | 633        | 61         | 3          | 56         | .996       | 1          | 0          | 0          | 0          | 0          | .---       |
| 通算  | 通算  | 921   | 5831  | 323   | 30    | 39    | .995     | 40    | 364      | 181      | .332     | 603        | 4873       | 376        | 19         | 481        | .996       | 2          | 3          | 0          | 0          | 0          | 1.000      |

- 太字年はゴールドグラブ賞受賞

### タイトル
- 首位打者：3回（2006年、2008年 - 2009年）

### 表彰
- シーズンMVP：1回（2009年）
- シルバースラッガー賞（捕手部門）：5回（2006年、2008年 - 2010年、2013年）
- ゴールドグラブ賞（捕手部門）：3回（2008年 - 2010年）
- プレイヤー・オブ・ザ・マンス：2回（2006年6月、2009年5月）
- ベースボール・アメリカ・マイナーリーグ年間最優秀選手賞：1回（2003年）

### 記録
- MLBオールスターゲーム選出：6回（2006年、2008年 - 2010年、2012年、2013年）

### 背番号
- 7（2004年 - 2018年）※ミネソタ・ツインズの永久欠番

### 代表歴
- 2013 ワールド・ベースボール・クラシック・アメリカ合衆国代表